# Bisbat de Passau
El bisbat de Passau o Diòcesi de Passau és una jurisdicció eclesiàstica catòlica d'Alemanya i a l'edat mitjana també un principat eclesiàstic. És sufragània del Bisbat de Freising, avui Arxidiòcesi de Múnic i Freising. La diòcesi cobreix una àrea de 5,442 km². El bisbe actual és Wilhelm Schraml.
Joseph Ratzinger, el papa Benet XVI, és originari de Marktl, un poble del bisbat de Passau.

## Història
La Diòcesi de Passau es pot considerar la successora de la diòcesi de Lorch (Laureacum). A Lorch, una estació romana i un baluard important en l'encreuament del riu Enns i el Danubi, el cristianisme va prendre peu al segle tercer durant el període de dominació romana, i el bisbat de Lorch va existir segur al segle quart. Durant les grans migracions, el cristianisme al Danubi fou completament derrotat, i la població celta i romana anihilada o esclavitzada.
A la regió entre el Lech i l'Enns, els nòmades bajuvari es convertiren al cristianisme al setè segle, mentre que els àvars, a l'est, romanien pagans. L'organització eclesiàstica de Baviera fou establerta per Bonifaci de Fulda, que, amb el suport del duc Odiló va erigir quatre seus: el bisbat de Freising, el de Ratisbona, el de Passau, i el de Salzburg. Va nomenar bisbe de Passau a Viviló o Vivolus, que havia estat ordenat pel Papa Gregori III, i que havia estat durant molt de temps l'únic bisbe a Baviera. Des d'aleshores, Viviló residia permanentment a Passau, al lloc de l'antiga colònia romana de Batavis. Aquí hi havia una església, el fundador de la qual no es coneix, dedicada a Sant Esteve. Al bisbat de Viviló s'hi va annexionar Lorch, que mentrestant s'havia convertit en un lloc petit i insignificant. Per la generositat del duc, es va erigir una catedral aviat prop de l'església de Sant Esteve, i aquí el bisbe vivia en comú amb el seu clergat.
Els límits de la diòcesi s'estenien cap a l'oest fins al riu Isar, i cap a l'est fins a l'Enns. En afers eclesiàstics, Passau era probablement, des del començant, sufragània de Salzburg. A través del favor dels ducs Odiló i Tassiló, el bisbat va rebre molts regals, i van sorgir uns quants monestirs -per exemple l'abadia de Niederaltaich, l'abadia de Niedernburg, l'abadia de Mattsee, l'abadia de Kremsmünster- que foren ricament dotats. Sota el bisbe Waltreich (774-804), després de la conquesta dels àvars, que havien ajudat el rebel duc Tassiló, el districte entre l'Enns i el Raab fou agregat a la diòcesi, que així incloïa la part oriental sencera d'Ostmark de Baviera del sud i part del que és ara Hongria. Els primers missioners per als hongaresos pagans van arribar des de Passau, i el 866 l'església enviava missioners a Bulgària.
Passau, el baluard més oriental dels alemanys, va patir moltes incursions dels hongaresos. En aquell temps es destruïren moltes esglésies i monestirs. Quan, després de la victòria a la batalla de Lechfeld, els alemanys van pressionar endavant i van recobrar l'antiga Ostmark, el bisbe Adalbert (946-971) esperava estendre la seva jurisdicció espiritual sobre Hongria. El seu successor Piligrim (971-991), que va treballar reeixidament per a la cristianització de Pannònia, aspirava a alliberar Passau de l'autoritat metropolitana de Salzburg, però aquesta aspiració va quedar completament frustrada, així com en el seu intent d'afirmar les reclamacions metropolitanes que se suposava que Passau havia heretat de Lorch, i pretenia incloure tota Hongria a la seva diòcesi. Amb la fundació de molts monestirs dins la seva diòcesi, preparava el camí pel poder dels prínceps-bisbes posteriors. També construïa moltes esglésies noves i en restaurava altres en ruïnes. El seu successor, Cristià (991-1002) rebia el 999 d'Otó III el privilegi de mercat i els drets d'encunyació, impostos, i jurisdicció alta i baixa. Enric II del Sacre Imperi Romanogermànic li va concedir una gran part del Bosc del Nord. De llavors en endavant, en efecte, els bisbes governaren com prínceps de l'imperi, encara que el títol s'utilitzarà per primera vegada només en un document el 1193. Sota Berengar (1013-45) el districte oriental sencer del bosc de Viena fins al Letha i March fou posat sota la jurisdicció de Passau. Durant el seu temps, el capítol de la catedral va fer la seva aparició, però hi ha poca informació pel que fa al seu començament com a corporació separada amb el dret d'elegir un bisbe. Aquest dret estava molt dificultat per l'exercici de la influència imperial.
Al començament de la Lluita de les Investidures, sant Altmann va ocupar la seu (1065-91) i fou un dels pocs bisbes alemanys que s'adheriren al papa Gregori VII. Ulrich I d'Höfft (1092-1121), que fou per un temps expulsat de la seva seu per Enric IV del Sacre Imperi Romanogermànic, va promoure reformes monàstiques i també les Croades. Reginmar (1121-38), Reginbert, comte d'Hegenau (1136-47) que va participar en la croada de Conrad III, i Conrad d'Àustria (1149-64), germà del bisbe Otto de Freising, estaven molt interessats en la fundació de nous monestirs i en la reforma d'aquells ja existents. Ulrich d'Andechs (1215 1221), fou reconegut formalment príncep de l'imperi al Reichstag de Nuremberg el 1217. Les reformes que foren començades per Gebhard von Plaien (1221-32) i Rüdiger von Rodeck (1233-1250) trobaren un promotor zelós en Otto von Lonsdorf (1254-65), un dels bisbes més grans de Passau. Prenia mesures estrictes contra els monestirs que havien relaxat la disciplina, va introduir els franciscans i dominicans a la seva diòcesi, va promogure les arts i les ciències, i va recollir antics documents que havien sobreviscut a les tempestes del període anterior, de manera que li devem gairebé tot el nostre coneixement de l'antiga història de Passau. El bisbe Pere, anteriorment canonge de Breslau, va cooperar amb la dinastia dels Habsburg i va atorgar feus episcopals als fills del rei Rodolf.
Sota Bernhard de Brambach (1285-1313) començaren les lluites de Passau per convertir-se en una ciutat imperial lliure. Després d'una revolta el maig de 1298, el bisbe va concedir privilegis als burgesos, en l'ordenança municipal de 1299, conforme al que s'anomenava la Carta de Bernhardine. Havent estat cremada la catedral el 1281, va construir una nova catedral que va durar fins a 1662. Albert III von Winkel (1363-80) fou especialment actiu en la lluita amb els burgesos i va resistir a les bandes de lladres. La Pesta Negra visitava el bisbat sota Gottfried II von Weitzenbeck (1342-62). Jordi I von Hohenlohe (1388-1421), que, després de 1418 fou canceller imperial, es va oposar energèticament als Hussites. Durant el temps d'Ulric III von Nussdorf (1451-79) la diòcesi patia el seu primer gran escurçament amb la formació de la nova diòcesi de Viena (1468). Aquesta diòcesi fou després ampliada a costa de Passau pel papa Sixt IV. Cap al final del segle xv el conflicte per la seu entre un candidat austríac i un bavarès portava gairebé a un estat de guerra a la diòcesi.
La Reforma Protestant va penetrar a tota la part no bavaresa de la diòcesi, excepte el comtat d'Ortenburg, pels esforços d'Ernest de Baviera que, encara que mai consagrat, va governar la diòcesi de 1517 a 1541. El luteranisme va trobar molts partidaris, tanmateix, en la porció austríaca. Wolfgang comte de Salm (1540-55) i Urban von Trennbach (1561-98) dirigiren la contrareforma. Sota Wolfgang es va ajustar la Pau de Passau, a l'estiu de 1552. L'últim príncep-bisbe bavarès fou Urbà, que en les seves lluites durant la Reforma va rebre ajut substancial de la part austríaca de la diòcesi, d'Albert V de Baviera, i, després de Rodolf II del Sacre Imperi Romanogermànic. Tots els successors d'Urbà eren austríacs. El bisbe Leopold I (1598-1625) (també Bisbe d'Estrasburg després de 1607) era un dels primers a entrar a la Lliga Catòlica de 1609. En la Guerra dels Trenta Anys fou lleial al seu germà Ferran II del Sacre Imperi Romanogermànic. L'arxiduc Leopold Guillem d'Habsburg (1625-62), fill de Ferran II, un príncep pietós i un gran benefactor de la Ciutat de Passau, especialment després del gran incendi de 1662, finalment va reunir cinc bisbats.
El príncep-bisbe Wenzelaus von Thun (1664-73) va començar la nova catedral que fou completada trenta anys més tard pel seu successor cardenal John Philip von  Lamberg. El Príncep cardenal i el seu nebot, també príncep-cardenal Joseph Dominicus von Lamberg, un temps després successor del seu oncle (1723-62), en foren els dos cardenals. Eren germà i fill de [Franz Joseph I] de Leuchtenberg, i els dos diplomàtics de la cort austríaca.
Quan Viena fou erigida en arxidiòcesi el 1722, va renunciar a les parròquies més enllà del Bosc de Viena, i a canvi fou eximida de l'autoritat metropolitana de Salzburg, i obtenia el pal·li per a ell mateix i els seus successors. Leopold Ernst (comte de Firmian, 1763-83), nomenat cardenal el 1772, establia un institut de teologia a Passau i, després de la supressió dels jesuïtes, fundava un liceu. Sota Josep d'Auersperg (1783-95), Josep II del Sacre Imperi Romanogermànic agafava dos terços de la diòcesi per formar les diòcesis de Linz i de Sainkt Pölten. L'últim bisbe príncep, Leopold von Thun (1796-1826), va veure la secularització del bisbat el 1803; la ciutat de Passau i els dominis a l'esquerra del riu Inn i a la dreta de l'Ilz van passar a Baviera, mentre el territori a l'esquerra del Danubi i de l'Ilz anava al Gran Ducat de Toscana i després a Àustria. El 22 de febrer de 1803, quan els bàvars van marxar a Passau, el príncep-bisbe es retirava a les seves propietats a Bohèmia, i mai no va retornar a la seva anterior residència.
Pel concordat de 1818 a la diòcesi se li donaren límits nous. Després de la mort de l'últim príncep-bisbe, l'exempció de Passau de cap altre poder metropolità cessava, i la diòcesi va esdevenir sufragània de Múnic-Freising.

## Llista de bisbes
| №                                       | Nom                                         | Des de                 | Fins a               | Observacions |
| --------------------------------------- | ------------------------------------------- | ---------------------- | -------------------- | --- |
|                                         | Valentí de Passau                           | ?                      | 475                  | |
|                                         | Vivilo                                      | 739                    | ?                    | |
|                                         | Beatus                                      | ?                      | 753/754              | |
| 1                                       | Sidonius                                    | 753                    | 756                  | |
|                                         | Anthelm                                     | ?                      | ?                    | |
| 2                                       | Wisurich                                    | 770                    | 777                  | |
| 3                                       | Waldrich                                    | 777                    | 804/805              | |
| 4                                       | Urolf                                       | 804/805                | 806                  | |
| 5                                       | Hatto                                       | 806                    | 817                  | |
| 6                                       | Reginhar                                    | 818                    | 838                  | |
|                                         | Vacant                                      | 838                    | 840                  | |
| 7                                       | Hartwig                                     | 840                    | 866                  | |
| 8                                       | Ermanrich                                   | 866                    | 874                  | |
| 9                                       | Engelmar                                    | 875                    | 897                  | |
| 10                                      | Wiching                                     | 898                    | 899                  | |
| 11                                      | Ricard                                      | 899                    | 902                  | |
| 12                                      | Burkhard                                    | 903                    | 915                  | |
| 13                                      | Gumpold                                     | 915                    | 932                  | |
| 14                                      | Gerhard                                     | 932                    | 946                  | |
| 15                                      | Adalbert                                    | 946                    | 970/971              | |
| 16                                      | Piligrim                                    | 971                    | 991                  | |
| 17                                      | Cristià                                     | 991                    | 1013                 | Primer bisbe amb poder temporal |
| 18                                      | Berengar                                    | 1013                   | 1045                 | |
| 19                                      | Egilbert                                    | 1045                   | 1065                 | Engelbert |
| 20                                      | Altmann                                     | 1065                   | 1091                 | |
| 20a                                     | Hermann d'Eppenstein                        | 1085                   | 1087                 | Anti-bisbe per part de l'emperador Enric IV |
| 21                                      | Ulrich                                      | 1092                   | 1121                 | Ulrich I |
| 22                                      | Reginmar                                    | 1121                   | 1138                 | |
| 23                                      | Reginbert d'Hagenau                         | 1138                   | 1147/1148            | |
| 24                                      | Conrad I de Babenberg                       | 1148/1149              | 1164                 | fill de Leopold III d'Àustria i d'Agnès de Waiblingen; també arquebisbe de Salzburg (com Conrad II) |
| 25                                      | Rupert I                                    | 1164                   | 1165                 | |
|                                         | Albo                                        | 1165                   | 1169                 | |
|                                         | Enric I de Berg Bisbe de Würzburg           | 1169                   | 1172                 | Va abdicar, després fou bisbe de Würzburg de 1191 a la seva mort el 1197 |
| 26                                      | Diepold de Berg                             | 1172                   | 1190                 | Theobald |
| 27                                      | Wolfger d'Erla                              | 1191                   | 1204                 | |
| 28                                      | Poppo                                       | 1204                   | 1206                 | Prebost de la catedral d'Aquileia |
| 29                                      | Manegold de Berg                            | 1206                   | 1215                 | |
| 30                                      | Ulrich II                                   | 1215                   | 1221                 | |
| 31                                      | Gebhard I de Plain                          | 1222                   | 1232                 | |
| 32                                      | Rüdiger de Bergheim                         | 1233                   | 1249                 | Bisbe de Chiemsee 1216–1233; excomunicat i deposat per Innocenci IV |
| 33                                      | Conrad I de Silèsia-Glogau                  | 1249                   | 1249                 | De 1248 a 1251 fou, amb el seu germà gran Bolesław II el Calb duc Piast de Legnica i Jawor a Silèsia. També fou duc de Głogów, també amb el seu germà fins a la mort d'aquest i després sol fins a 1274. |
| 34                                      | Berthold de Pietengau                       | 1250                   | 1254                 | |
| 35                                      | Otto de Lonsdorf                            | 1254                   | 1265                 | |
| 36                                      | Wladislaw de Silèsia                        | 1265                   | 1265                 | |
| 37                                      | Petrus de Passau                            | 1265                   | 1280                 | Canonge de Breslau |
| 38                                      | Wichard de Pohlheim                         | 1280                   | 1282                 | |
| 39                                      | Gottfried                                   | 1282                   | 1285                 | Protonotari de Rodolf I d'Alemanya (Rodolf d'Habsburg) |
| 40                                      | Bernhard de Prambach                        | 1285                   | 1313                 | |
| Vacant deguda a la disputa en l'elecció | Vacant deguda a la disputa en l'elecció     | 1313                   | 1317                 | |
|                                         | Albert II d'Àustria                         | 1313                   | 1313                 | |
|                                         | Gebhard II                                  | 1313                   | 1315                 | |
| 41                                      | Henri de la Tour-du-Pin                     | 1317                   | 1319                 | |
| 42                                      | Albert II de Saxònia-Wittenberg             | 1320                   | 1342                 | |
| 43                                      | Gottfried de Weißeneck                      | 1342                   | 1362                 | |
| 44                                      | Albert III de Winkel                        | 1363                   | 1380                 | |
| 45                                      | Johann de Scharffenberg                     | 1381                   | 1387                 | |
| 46                                      | Hermann Digni                               | 1387                   | 1388                 | |
| 47                                      | Rupert de Berg                              | 1388                   | 1390                 | |
| 48                                      | George d'Hohenlohe                          | 1390                   | 1423                 | |
| 49                                      | Leonhard de Laiming                         | 1423/1424              | 1451                 | |
| 50                                      | Ulrich de Nußdorf                           | 1451                   | 1479                 | |
| 51                                      | George Hessler                              | 1480                   | 1482                 | 1477 cardenal |
| 52                                      | Friedrich Mauerkircher                      | 1482                   | 1485                 | |
| 53                                      | Frederick d'Öttingen                        | 1485                   | 1490                 | |
| 54                                      | Christopher de Schachner                    | 1490                   | 1500                 | |
| 56                                      | Wiguleus Fröschl de Marzoll                 | 1500                   | 1517                 | |
| 57                                      | Ernest de Baviera (1500–1560)               | 1517                   | 1541                 | Administrador |
| 57                                      | Wolfgang de Salm                            | 1541                   | 1555                 | |
| 58                                      | Wolfgang de Closen                          | 1555                   | 1561                 | |
| 59                                      | Urban de Trennbach                          | 1561                   | 1598                 | |
| 60                                      | Leopold V d'Àustria                         | 1598                   | 1625                 | |
| 61                                      | Leopold Guillem d'Àustria                   | 1625                   | 1662                 | |
| 62                                      | Carles Josep d'Àustria                      | 1662                   | 1664                 | |
| 63                                      | Wenzeslaus de Thun                          | 1664                   | 1673                 | |
| 64                                      | Sebastià de Pötting                         | 1673                   | 1689                 | |
| 65                                      | Joan Felip de Lamberg                       | 1689                   | 1712                 | Cardinal des del 1700 |
| 67                                      | Raymund Ferdinand comte de Rabatta          | 1713                   | 1722                 | |
| 68                                      | Joseph Dominic de Lamberg                   | 1723                   | 1761                 | Cardinal des del 1737 |
| 69                                      | Joseph Maria comte of Thun                  | 1761                   | 1763                 | |
| 70                                      | Leopold Ernst von Firmian                   | 1763                   | 1783                 | Cardinal des del 1772 |
| 71                                      | Joseph Francis Anton d'Auersperg            | 1783                   | 1795                 | Cardinal des del 1789 |
| 72                                      | Thomas John Caspar comte de Thun-Hohenstein | 1795                   | 1796                 | |
| 73                                      | Leopold Leonard comte de Thun               | 13 de desembre de 1796 | 22 d'octubre de 1826 | Darrer Príncep-bisbe |
| 74                                      | Carles Josep baró de Riccabona              | 1826                   | 1839                 | |
| 75                                      | Heinrich d'Hofstätter                       | 1839                   | 1875                 | |
| 76                                      | Joseph Francis de Weckert                   | 1875                   | 1889                 | |
| 77                                      | Antonius von Thoma                          | 1889                   | 1889                 | |
| 78                                      | Michael de Rampf                            | 1889                   | 1901                 | |
| 79                                      | Anton de Henle                              | 1901                   | 1906                 | |
| 80                                      | Sigismund Felix Freiherr von Ow-Felldorf    | 1906                   | 1936                 | |
| 81                                      | Simon Konrad Landersdorfer                  | 1936                   | 1968                 | |
| 82                                      | Antonius Hofmann                            | 1968                   | 1984                 | |
| 83                                      | Franz Xaver Eder                            | 1984                   | 2001                 | |
| 84                                      | Wilhelm Schraml                             | 2001                   |                      | |

## Estadístiques
A finals del 2004, l'arxidiòcesi tenia 515.852 batejats sobre una població de 591.205 persones, equivalent al 87,3% del total.
| any  | població | població | població | sacerdots | sacerdots       | sacerdots       | sacerdots             | diaques | religiosos | religiosos | parròquies |
| ---- | -------- | -------- | -------- | --------- | --------------- | --------------- | --------------------- | ------- | ---------- | ---------- | ---------- |
| any  | batejats | total    | %        | total     | clergat secular | clergat regular | batejats per sacerdot | diaques | homes      | dones      |            |
| 1950 | 500.623  | 560.830  | 89,3     | 735       | 580             | 155             | 681                   |         | 386        | 2.137      | 293        |
| 1970 | 517.264  | 551.337  | 93,8     | 471       | 287             | 184             | 1.098                 |         | 327        | 1.841      | 283        |
| 1980 | 530.135  | 571.550  | 92,8     | 615       | 432             | 183             | 862                   |         | 282        | 1.564      | 286        |
| 1990 | 529.136  | 570.000  | 92,8     | 493       | 357             | 136             | 1.073                 | 3       | 269        | 1.210      | 286        |
| 1999 | 541.780  | 585.422  | 92,5     | 470       | 318             | 152             | 1.152                 | 8       | 194        | 931        | 286        |
| 2000 | 540.567  | 588.372  | 91,9     | 458       | 314             | 144             | 1.180                 | 11      | 182        | 875        | 286        |
| 2001 | 519.861  | 589.990  | 88,1     | 445       | 309             | 136             | 1.168                 | 13      | 171        | 799        | 286        |
| 2002 | 519.721  | 588.872  | 88,3     | 435       | 303             | 132             | 1.194                 | 15      | 163        | 748        | 286        |
| 2003 | 517.476  | 592.331  | 87,4     | 430       | 302             | 128             | 1.203                 | 15      | 157        | 724        | 286        |
| 2004 | 515.852  | 591.205  | 87,3     | 402       | 291             | 111             | 1.283                 | 17      | 138        | 684        | 286        |